# Monts Yuntai (Jiangsu)
Pour les articles homonymes, voir Monts Yuntai.
Les monts Yuntai (sinogrammes simplifiés : 云台山 ; sinogrammes traditionnels : 雲台山 ; pinyin : yún tái shān ; littéralement « la montagne aux plateaux nuageux ») se situent à Lianyungang, ville portuaire de la province chinoise du Jiangsu.

## Géographie
Les monts Yuntai s'étendent sur 180 km2 entre le port et le centre ville. Son point culminant, le pic de la Fille de jade (chinois : 玉女峰 ; pinyin : yù nǚ fēng) est également le plus haut de la province avec 624,4 m d'altitude.